# Myrceugenia seriatoramosa
Myrceugenia seriatoramosa là một loài thực vật có hoa trong Họ Đào kim nương. Loài này được (Kiaersk.) D.Legrand & Kausel mô tả khoa học đầu tiên năm 1953.